# Edmilson Rodrigues

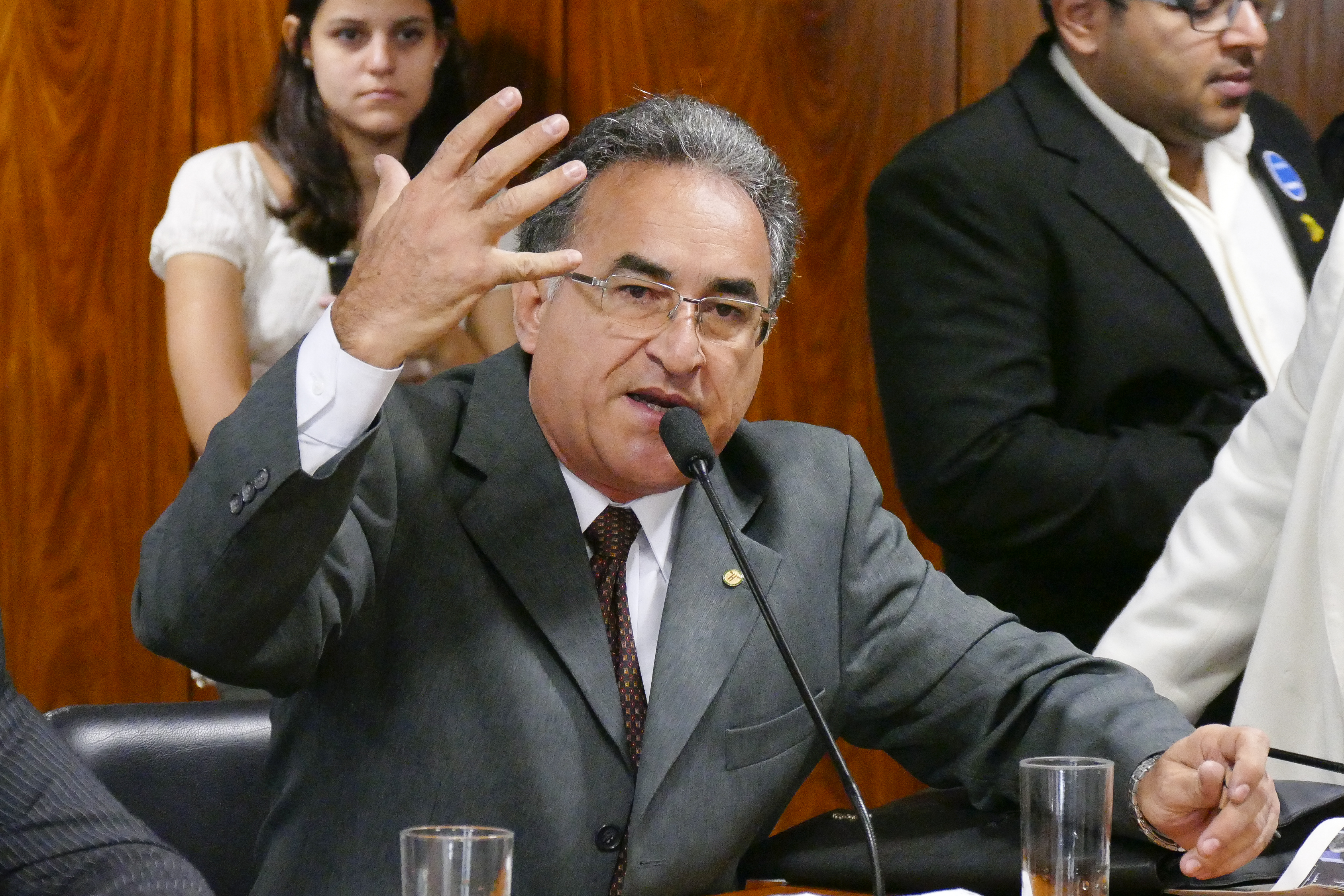
Edmilson Rodrigues en 2016

Edmilson Rodrigues (Belém, 26 de mayo de 1957) es un político brasileño, afiliado al Partido Socialismo y Libertad. Fue alcalde de su ciudad natal entre 1997 y 2004.Y desde 2020 es alcalde de su ciudad natal, por tercer mandato.  Estudió arquitectura, siendo maestro en urbanismo y doctorado en geografía por la Universidad de São Paulo.
Comenzó su carrera política como diputado estadual en Pará, por el PT, en 1986 siendo reelegido en 1990. En 1994 fue elegido senador. En 1996 ganó las elecciones a la alcaldía de Belem en la segunda vuelta, teniendo a Ana Júlia Carepa como vicealcalde, 10 años después, su vicealcaldesa Ana Júlia Carepa se convertiría en gobernadora de Pará. Fue reelegido en 2000, también en la segunda vuelta, superando a Duciomar Costa (PSD) con un 50,75% por un 49,25%. En esta ocasión le acompañó Valdir Ganzer en su candidatura.
En 2005 abandona el PT y se une al PSOL. En 2006 fue candidato a gobernador de Pará, quedando en cuarto lugar con el 4,19% de los votos, en una coalición ente el PSOL y el PCB.
Em 2010, el exalcalde fue candidato a diputado estadual por el PSOL.< Con cerca de 85 mil voto fue el diputado estadual do Pará mais votado de ese año.ref>UOL (2010). «Apuração eleições 2010». Consultado em 20 de dezembro de 2019.</ref>
Em 2014 fue elegido como diputado federal con una votación de 170.604. Fue reelegido en 2018 con cerca de 184 mil votos. En 2020, fue elegido en segunda vuelta como alcalde de Belem con un total de 390.723 votos, derrotando a Everaldo Eguchi de partido Patriotas.